# Uomini e no (film)
Uomini e no è un film del 1980 diretto da Valentino Orsini.

## Trama
Il film, tratto liberamente dal romanzo omonimo di Elio Vittorini, è ambientato a Milano nel 1944, durante l'occupazione nazifascista. Un comandante gappista che ha assunto il nome di battaglia di «Enne 2» incontra casualmente su un tram Berta, una donna a cui è stato legato in passato e con la quale ha interrotto i rapporti tre anni prima, dopo essere stato condannato al carcere. Per sfuggire a una retata, Enne 2, seguito da Berta, si rifugia nell'alloggio di Selva, un'anziana partigiana. Rimasti soli, Berta informa Enne 2 di essere sposata da un anno.
Più tardi Enne 2 partecipa a una riunione ristretta di partigiani. Si viene informati che, per rappresaglia dell'uccisione di tre repubblichini, quella sera stessa si sarebbe riunito il tribunale speciale che avrebbe sancito la condanna a morte di trenta antifascisti. Enne 2 propone di assalire il tribunale prima che sia emessa la sentenza e uccidere «Cane Nero», il capo dei fascisti; la proposta viene accettata. L'assalto alla sede del tribunale viene eseguita: si hanno perdite nelle file dei partigiani e dei repubblichini; ma Cane Nero riesce a salvarsi.
Enne 2 e Berta si incontrano nuovamente a casa di lui: Berta è disposta a rimettersi insieme a Enne 2, ma deve prima spiegare al marito i motivi della sua decisione. Più tardi Enne 2 guida una nuova azione contro Cane Nero e i suoi uomini; ma il capo fascista se la cava ancora una volta e riconosce Enne 2 fra gli assalitori. Berta decide la propria linea di condotta e dichiara al proprio marito di lasciarlo per unirsi a chi ha più bisogno di lei. Sui giornali appare una foto di Enne 2, con l'indicazione di una taglia per chi ne favorisca la cattura. I partigiani organizzano perciò il trasferimento di Enne 2: attraverso Lorena gli ordinano di partire l'indomani per Torino e gli consigliano, per prudenza, di lasciare immediatamente la sua abitazione. Enne 2 dichiara di accettare il trasferimento da Milano, ma rifiuta di lasciare la propria abitazione, verosimilmente perché teme che Berta non sappia più come raggiungerlo.
Nel frattempo, un lattaio ha riconosciuto Enne 2 e ne parla ai suoi clienti. Un giovane vicino di casa di Enne 2 si reca dal partigiano per metterlo in guardia sui rischi nei quali può incorrere per la leggerezza del lattaio. Poco dopo lo stesso vicino si accorge che i repubblichini, guidati da Cane Nero, stanno circondando il palazzo. Enne 2 rifiuta di mettersi in salvo e decide di compiere un attentato suicida contro Cane nero; Berta giunge nei pressi dell'abitazione di Enne 2 in tempo per assistere alla morte dell'amato. Il vicino di casa di Enne 2, che su invito di quest'ultimo è entrato nell'organizzazione partigiana, non riuscirà a eseguire l'ordine di uccidere un militare tedesco.